# Bocafloja
Aldo Villegas (12 de julio de 1978), conocido como Bocafloja, es un poeta, artista de spoken word y Hip Hop, y comunicador social mexicano. Comenzó su carrera a mediados de la década de los 90's con el grupo Lifestyle (1996-1998) y Microphonk (1999). Se desempeña como solista desde el 2000, presentando su demo EP Lengua insurrecta en el 2002. Bocafloja se hizo presente con más fuerza en la escena de Hip Hop mexicano con la salida de su álbum debut Pienso, luego existo en el 2003, seguido por el suceso de Jazzyturno en 2004, A título personal en 2005, El manual de la otredad en 2007 y Existo; matriz preludio al pienso en 2009. Bocafloja se ha convertido en uno de los íconos más reconocidos de la escena de Hip Hop en México y Latinoamérica. Líricamente, Bocafloja aborda temáticas como el racismo sistémico, la opresión, el colonialismo desde un punto de vista crítico. Bocafloja es reconocido en México como el precursor en la utilización de la cultura Hip Hop como una herramienta alternativa de concientización social y política, de un modo más efectivo y relevante para las juventudes marginalizadas en el mundo.

## Biografía

### Los Inicios (1995-1999)
Bocafloja, como muchos de los jóvenes en la Ciudad de México, tuvo su primer contacto con el Hip-Hop debido al fenómeno migratorio entre México y los Estados Unidos, en el cual es muy común que varias veces al año, los trabajadores migrantes regresan a sus comunidades en México con música Hip Hop de los Estados Unidos. Bocafloja conoció la música rap a muy temprana edad, sin entender por completo el significado o la cultura que se encontraba detrás. Los artistas de rap en español en esa época (finales de los 80's) que pudieran haber servido como referencial eran casi nulos o inexistentes por lo que las influencias musicales eran absolutamente ligadas al rap hecho en inglés proveniente de los Estados Unidos. Las primeras fiestas caseras de rap en la ciudad comenzaban al inicio de los 90's, conformadas por grupos de amigos que encontraban en el rap un punto de convergencia. La incipiente escena era tan pequeña que la mayoría de los personajes se conocían unos con otros a pesar de vivir en puntos diametralmente opuestos de la ciudad. En 1995 Bocafloja comienza a escribir sus propias rimas, pero comienza a grabar hasta 1996. Estas primeras grabaciones eran hechas de forma muy rudimentaria en improvisados estudios caseros. Las primeras rimas de Bocafloja eran un reflejo fiel de su adolescencia, imitando y reivindicando muchos de los vicios y fantasía que la música comercial en ocasiones ofrece como espejismo. No fue hasta unos años después que Bocafloja paso por un proceso de politización y concientización en muchos sentidos a nivel personal y por consecuencia artístico. Es así que en 1999 el contenido de sus líricas dieron un giro de 180° grados producto de este proceso de transformación del individuo.

### Carrera de solista (2000-presente)

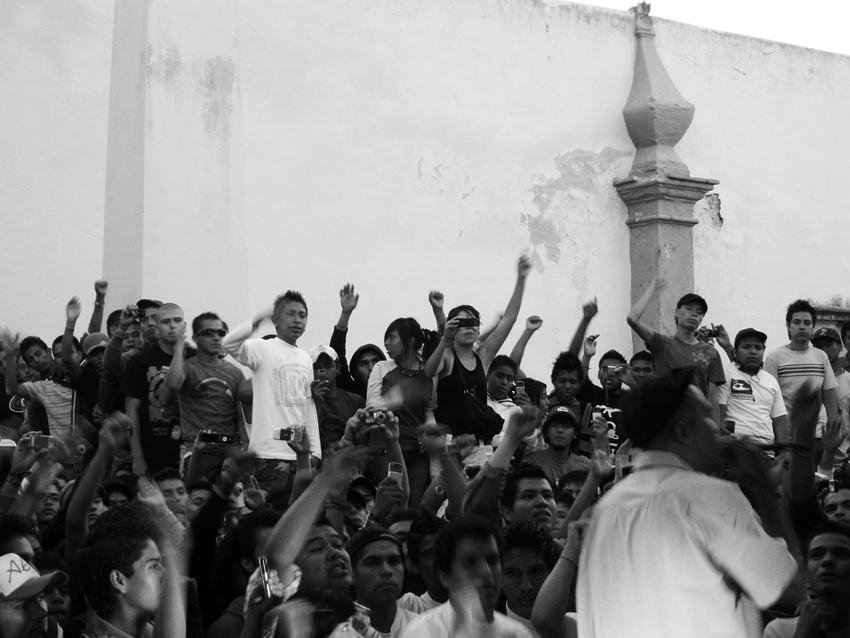
Bocafloja en un show, 2009.

En 2002 presentó su demo EP Lengua Insurrecta con el cual se estableció como solista, dando un salto muy grande con respecto a sus anteriores trabajos, especialmente por el discurso político en la lírica. El EP contiene 6 temas y fue distribuido de mano en mano, ganando popularidad de boca en boca en el circuito subterráneo.
El 2003 marca la fecha del lanzamiento del álbum Pienso, luego existo el cual ayudó a consolidar el nombre de Bocafloja ganando la atención, el respeto y generando controversia entre la comunidad de Hip Hop en México y fuera de él. En este proyecto el artista hace un recuento de experiencias de vida en una de las urbes más grandes del planeta, criticando puntualmente aspectos de la vida política y la religión institucionalizada en el país. El álbum tiene varios sencillos que se convirtieron en clásicos del Hip Hop independiente en México como "Chillatown", "Los Diez Mandamientos", "Avasallando", "Presente, Pasado y Futuro". La producción de este álbum corre a cargo de Ed One en su mayoría y colabora con algunos Mc's  como JR (ahora conocido como Akil Ammar), Spia, Epik y Nedman.
En el 2004, Bocafloja lanza Jazzyturno, que a diferencia de su álbum anterior, la producción musical tiene un profundo acercamiento con el jazz. Los sencillos notables incluyen "El día de mi suerte" el cual samplea el tema de Héctor Lavoe del mismo nombre, "Mi Gente", "Mujer Ser" y "Sector Lucido". El álbum cuenta con colaboraciones de Akil Ammar, Miguel Contereas, Skool 77 y Ximbo. La producción corre a cargo de Skool 77, Mc Lokoter, Ed One, Matheus Pinguim, Nemezis Beats, Nugit Productions y Ximbo. Jazzyturno fue reeditado en Japón y los Estados Unidos.

En el 2005 Bocafloja lanza A Título Personal, producido en gran parte por Soulman, dándole un sonido más cercano al soul. El álbum contiene el tema "Tiempo" el cual se constituye como el sencillo más exitoso en la carrera de Bocafloja. El videoclip de "Tiempo" estuvo en rotación en varios canales de televisión abierta y por cable en América Latina. A Título Personal cuenta con colaboraciones de Menuda Coincidencia, Nico Royale (Italia), Denisse del grupo Anastasias (Brasil). El éxito del álbum contribuyó a que Bocafloja se hiciera acreedor del premio al "Artista de Hip Hop del año 2006" por los DJ & Clubbing Awards presentados por la revista DJ Concept. 

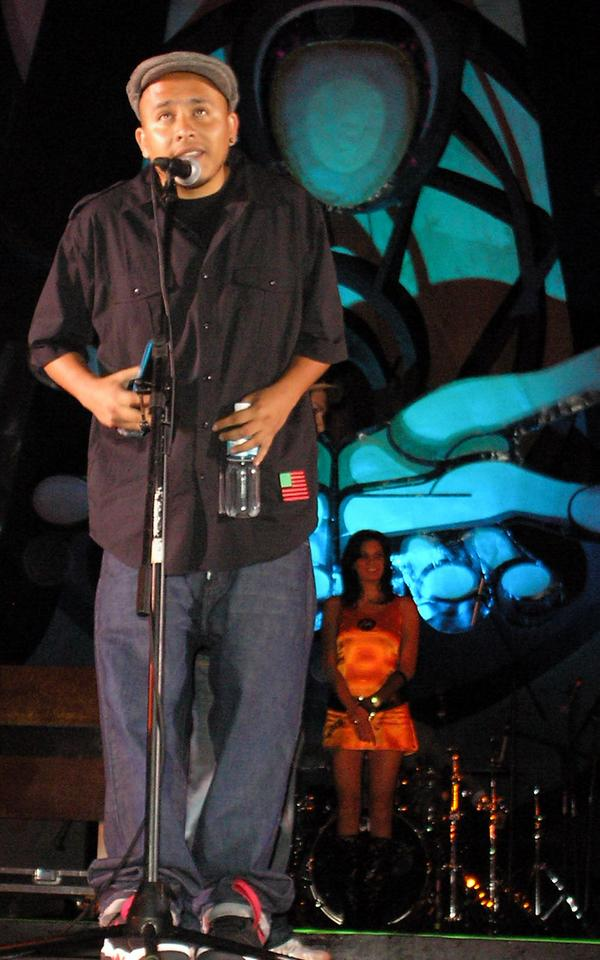
Bocafloja accepts Indie-O Award, 2008.

El Manual de la Otredad es el cuarto L.P. de Bocafloja. Lanzado en el 2007, en este álbum Bocafloja experimenta con sonidos diferentes, utilizando ritmos más apegados a la estética del rap comercial, intentando hacer una yuxtaposición con el cargado discurso político de las letras. Los sencillos del álbum incluyen "Autónomo" y "Soulrebel", además de colaboraciones con Malena de Actitud María Marta (Argentina), Moyenei (Chile), Tek One y Sietenueve (Puerto Rico). Ese álbum se hizo acreedor al premio de "Mejor álbum de Hip Hop en el 2008" por los Indie-O awards en México. Este CD ha sido sujeto a varios estudios académicos y de investigación en los Estados Unidos y Latinoamérica por su contribución poética y conexión con los procesos políticos.
Existo; matriz preludio al pienso fue lanzado en el 2009, siendo el primer álbum que Bocafloja escribió y lanzó desde que se mudó a los Estados Unidos en el 2008. El sonido de Existo recuerda las producciones de Hip Hop de los años 90 por la fuerte influencia de Jazz, lo cual se ha convertido en un patrón constante en el proceso creativo de Bocafloja, el cual no cesa en abordar temáticas transgresoras en muchos sentidos, pero que a diferencia de todos sus trabajos anteriores, Existo se destaca por la sofisticación en la ejecución de las rimas y el uso de la palabra, con un lenguaje poético mucho más rico. La mayoría de los tracks son producidos por Nuff Ced, Yallzee (Puerto Rico), Jim B (España). En este álbum Bocafloja colabora con artistas reconocidos mundialmente como es el caso de Afu-Ra (Estados Unidos), Velcro (Puerto Rico), Hache ST (República Dominicana) y Cambio del grupo "Para la gente", con el cual Bocafloja ha formado una alianza artística. "Quilombo Mocambo" y "Las Estaciones" son los sencillos principales del proyecto.
Con este álbum ganó los Indie-O Awards 2009 en la categoría "Mejor Álbum de Hip Hop".
Bocafloja ha compartido el escenario con artistas como Dead Prez, Afu-Ra, Ozomatli, MV Bill (Brasil), J live, Freestyle Fellowship, Immortal Technique, K'naan (Somalia), Intifada, Sietenueve (Puerto Rico), Actitud María Marta (Argentina), Akil Ammar, Skool 77, entre otros.

### Quilomboarte: El Proyecto

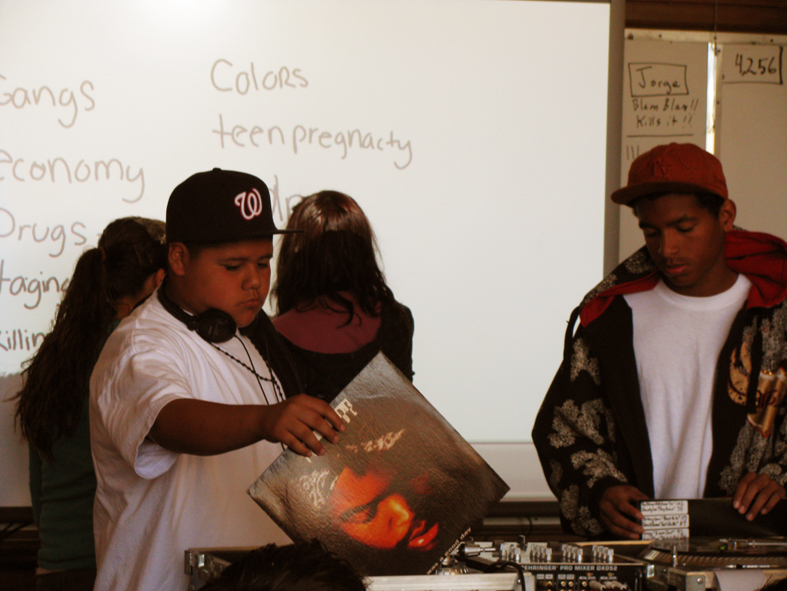
Taller de QuilomboArte en California, 2009.

En el 2005 Bocafloja funda Quilombo: Arte en Resistencia. Quilomboarte es una organización productora de eventos culturales en los que el Hip Hop  funciona como una herramienta educacional esencial que se adhiere, crea, gestiona y colabora con diferentes procesos de transformación política y social en México y el mundo. Quilomboarte opera en México y Estados Unidos, produciendo tres eventos anuales en México: "Palabreando", "Progreso Rhythms" y "Quilombo Aniversario" los cuales consisten en la realización de conciertos, sesiones de poesía, spoken word, talleres y diálogos abiertos con la comunidad. La organización toma el nombre de las comunidades en resistencia llamadas "Quilombos" o "Mocambos" durante la época colonial a lo largo del continente americano, las cuales eran formadas por esclavos negros e indígenas que escapaban de la opresión ejercida por la colonia, formando comunidades autónomas, libres y en algunos casos autosuficientes. Quilomboarte trabaja de forma autónoma y autogestiva, haciendo uso de la fuerza transgresora y transformadora de la cultura Hip Hop alrededor del mundo aplicada a un cambio sustentable.

### Proyectos Literarios
En el 2008 Bocafloja esta con la colaboración de Fabián Villegas publicó ImaRginación: La poética del Hip Hop como desmesura de lo político. ImaRginacion es una colección de poemas y ensayos que exploran la posibilidad de otorgarle un nuevo significado a lo político desarmando el discurso dominante del saber sometido. El texto invita al lector a un viaje en donde la resistencia, la rabia, la dignidad, el placer, el deseo, la lucha y la creación se unen en un profundo proceso en busca de la emancipación. ImaRginacion es el primer proyecto literario producido por miembros de la comunidad Hip Hop en México y es uno de los primeros de su especie en el resto de América Latina y los países de habla hispana.

## Posicionamiento Político
Bocafloja comprende y reivindica la naturaleza política de la cultura Hip Hop como un movimiento artístico y cultural surgido como consecuencia de los procesos sistémicos de marginación y racismo alrededor del mundo, por lo cual se manifiesta como un convencido de la función social que tiene el arte. Las luchas políticas y sociales por emancipación de las comunidades negras y latinas a través de la historia han sido una influencia importante en la formación de Bocafloja. Bocafloja cree en un proceso político transformador con aspiraciones a la toma del poder, destituyendo la hegemonía imperante en el orden mundial actual.

## Discografía

### Álbumes
- "Lengua Insurrecta" (2002)
- "Pienso Luego Existo" (2003)
- "Jazzyturno" (2004)
- "A Título Personal" (2005)
- "El Manual de la Otredad" (2007)
- "Existo: Matriz Preludio al Pienso" (2009)
- "Patologías del invisible incomodo" (2012)
- "Cumbé"(2016)

### Compilaciones
- "Universo Mixtape" (2006)
- "Quilombo Radio: Progreso Rythyms: Vol. 1" (2008)
- "Quilombo Radio: Vol. 2: "De Diáspora, Colonia, Melanina y Otras Rimas"" (2010)

### Premios
- 2006: DJ & Clubbing Awards, Hip Hop Artista del Año (Ganador)
- 2008: Indie-O Awards, Hip Hop/Rap Álbum del Año [El Manual de la Otredad] (Ganador)
- 2010: Indie-O Awards, Hip Hop/Rap Álbum del Año [Existo; Matriz, Preludio al Pienso] (Ganador)

## Videografía Oficial
- 2006: Tiempo
- 2008: Soulrebel
- 2008: Imarginación
- 2008: Autónomo
- 2009: Las Estaciones
- 2009: Quilombo Mocambo
- 2009: Iconoclasta: Microdocumental
- 2009: Testigo feat Hache ST
- 2010: People feat Hache ST, Cambio
- 2012: Memoria
- 2012: Good man feat Cambio